# Tour de Ski 2015-2016
Navigation
2014-2015 2016-2017
La 10e édition du Tour de Ski se déroule du 1er janvier 2016 au 10 janvier 2016. Cette compétition est intégrée à la coupe du monde 2015-2016 et est organisée par la fédération internationale de ski. L'épreuve comprend huit étapes constituant un parcours entamé à Lenzerheide (Suisse) avant de faire étape à Oberstdorf (Allemagne), à Toblach, et Val di Fiemme (Italie).

## Informations

### Calendrier
| Étape | Lieu          | Date        | Épreuves                                            | Distance | Distance | Heures de départ     | Heures de départ     |
| Étape | Lieu          | Date        | Épreuves                                            | Femmes   | Hommes   | Femmes               | Hommes               |
| ----- | ------------- | ----------- | --------------------------------------------------- | -------- | -------- | -------------------- | -------------------- |
| 1     | Lenzerheide   | 1er janvier | Sprint - Style Libre (Qualifications + Finales)     | 1,4 km   | 1,4 km   | 13 h 30 puis 16 h 00 | 13 h 30 puis 16 h 00 |
| 2     | Lenzerheide   | 2 janvier   | Départ en ligne - Style Classique                   | 15 km    | 30 km    | 13 h 00              | 15 h 00              |
| 3     | Lenzerheide   | 3 janvier   | Poursuite - Style Libre                             | 5 km     | 10 km    | 13 h 30              | 11 h 45              |
| 4     | Oberstdorf    | 5 janvier   | Sprint - Style Classique (Qualifications + Finales) | 1,2 km   | 1,5 km   | 12 h 00 puis 14 h 30 | 12 h 00 puis 14 h 30 |
| 5     | Oberstdorf    | 6 janvier   | Départ en ligne - Style Classique                   | 10 km    | 15 km    | 14 h 30              | 15 h 30              |
| 6     | Toblach       | 8 janvier   | Individuel - Style Libre                            | 5 km     | 10 km    | 13 h 30              | 11 h 30              |
| 7     | Val di Fiemme | 9 janvier   | Départ en ligne - Style Classique                   | 10 km    | 15 km    | 12 h 30              | 14 h 30              |
| 8     | Val di Fiemme | 10 janvier  | Poursuite - Style libre (Handicap)*                 | 9 km     | 9 km     | 14 h 00              | 15 h 40              |

La dernière étape se court sur une ascension finale.

### Points
Le vainqueur du classement général marque 400 points et les vainqueurs d'étapes marquent 50 points soit la moitié des points normalement attribués pour une victoire dans une étape de la Coupe du monde.
| Place  | 1   | 2   | 3   | 4   | 5   | 6   | 7   | 8   | 9   | 10  | 11 | 12 | 13 | 14 | 15 | 16 | 17 | 18 | 19 | 20 | 21 | 22 | 23 | 24 | 25 | 26 | 27 | 28 | 29 | 30 |
| ------ | --- | --- | --- | --- | --- | --- | --- | --- | --- | --- | -- | -- | -- | -- | -- | -- | -- | -- | -- | -- | -- | -- | -- | -- | -- | -- | -- | -- | -- | -- |
| Points | 400 | 320 | 240 | 200 | 180 | 160 | 144 | 128 | 116 | 104 | 96 | 88 | 80 | 72 | 64 | 60 | 56 | 52 | 48 | 44 | 40 | 36 | 32 | 28 | 24 | 20 | 16 | 12 | 8  | 4  |

| Place  | 1  | 2  | 3  | 4  | 5  | 6  | 7  | 8  | 9  | 10 | 11 | 12 | 13 | 14 | 15 | 16 | 17 | 18 | 19 | 20 | 21 | 22 | 23 | 24 | 25 | 26 | 27 | 28 | 29 | 30 |
| ------ | -- | -- | -- | -- | -- | -- | -- | -- | -- | -- | -- | -- | -- | -- | -- | -- | -- | -- | -- | -- | -- | -- | -- | -- | -- | -- | -- | -- | -- | -- |
| Points | 50 | 46 | 43 | 40 | 37 | 34 | 32 | 30 | 28 | 26 | 24 | 22 | 20 | 18 | 16 | 15 | 14 | 13 | 12 | 11 | 10 | 9  | 8  | 7  | 6  | 5  | 4  | 3  | 2  | 1  |

Il y a donc un maximum de 750 points qui peuvent être marqués si un concurrent gagne toutes les étapes et le classement général.

## Dotation
|                                       | 1.     | 2.     | 3.     | … | 10.   | Total   |
| ------------------------------------- | ------ | ------ | ------ | - | ----- | ------- |
| Classement général                    | 90 000 | 50 000 | 30 000 | … | 1 500 | 442 000 |
| Classement du sprint                  | 06 000 | 03 000 | 02 000 | — | —     | 022 000 |
| Étape                                 | 03 000 | 02 000 | 01 000 | — | —     | 084 000 |
| Leader du Tour (sauf le dernier jour) | 01 000 | —      | —      | — | —     | 012 000 |

Source : Fédération internationale de ski

## Détail des étapes

### Étape 1
1er janvier	- Lenzerheide - Sprint, Style Libre (1,4 km)

#### Hommes
| Pos | Nom                    | Temps |
| --- | ---------------------- | ----- |
| 1   | Federico Pellegrino    |       |
| 2   | Sergueï Oustiougov     |       |
| 3   | Finn Hågen Krogh       |       |
| 4   | Martin Johnsrud Sundby |       |
| 5   | Emil Jönsson           |       |
| 6   | Dario Cologna          |       |
| 7   | Petter Northug         |       |
| 8   | Renaud Jay             |       |
| 9   | Sebastian Eisenlauer   |       |
| 10  | Didrik Tønseth         |       |

| Pos | Nom                    | Temps        |
| --- | ---------------------- | ------------ |
| 1   | Federico Pellegrino    | 1 min 45.9 s |
| 2   | Sergueï Oustiougov     | + 6.6 s      |
| 3   | Finn Hågen Krogh       | + 11.6 s     |
| 4   | Martin Johnsrud Sundby | + 15.3 s     |
| 5   | Emil Jönsson           | + 20.5 s     |

| Pos | Nom                 | Points |
| --- | ------------------- | ------ |
| 1   | Federico Pellegrino | 60     |
| 2   | Sergueï Oustiougov  | 56     |
| 3   | Finn Hågen Krogh    | 52     |

#### Femmes
Résultat de l'étape
Classement général
Classement des sprints

### Étape 2
2 janvier	- Lenzerheide - Départ en ligne, Style Classique (15 km pour les femmes & 30 km pour les hommes)

#### Hommes
Résultat de l'étape
Classement général
Classement des sprints

#### Femmes
Résultat de l'étape
Classement général
Classement des sprints

### Étape 3
3 janvier	- Lenzerheide - Poursuite, Style Libre (5 km pour les femmes & 10 km pour les hommes)

#### Hommes
Résultat de l'étape
Classement général
Classement des sprints

#### Femmes
Résultat de l'étape
Classement général
Classement des sprints

### Étape 4
5 janvier	- Oberstdorf - Sprint, Style Classique (1,2 km pour les femmes & 1,5 km pour les hommes)

#### Hommes
Résultat de l'étape
Classement général
Classement des sprints

#### Femmes
Résultat de l'étape
Classement général
Classement des sprints

### Étape 5
6 janvier	- Oberstdorf - Départ en ligne, Style Classique (10 km pour les femmes & 15 km pour les hommes)

#### Hommes
Résultat de l'étape
Classement général
Classement des sprints

#### Femmes
Résultat de l'étape
Classement général
Classement des sprints

### Étape 6
8 janvier - Toblach - Individuel, Style Libre (5 km pour les femmes & 10 km pour les hommes)

#### Hommes
Résultat de l'étape
Classement général
Classement des sprints

#### Femmes
Résultat de l'étape
Classement général
Classement des sprints

### Étape 7
9 janvier - Val di Fiemme - Départ en ligne, Style Classique	(10 km pour les femmes & 15 km pour les hommes)	

#### Hommes
Résultat de l'étape
Classement général
Classement des sprints

#### Femmes
Résultat de l'étape
Classement général
Classement des sprints

### Étape 8
10 janvier - Val di Fiemme - Ascension finale : Poursuite, Style Libre, Départ avec Handicap (9 km)

#### Hommes
Résultat de l'étape
Classement général
Classement des sprints

#### Femmes
Résultat de l'étape
Classement général
Classement des sprints